# Big Four of Thrash
Big Four of Trash é nome dado às grandes bandas de thrash metal que criaram e popularizaram o gênero no começo dos anos 80. As quatro grandes bandas do thrash metal são Anthrax, Megadeth, Metallica e Slayer. O thrash metal é um gênero muito mais agressivo do que o speed metal, considerado seu predecessor.
Em dezembro de 2009, as quatro bandas realizaram uma turnê juntos em festivais Sonisphere na Polônia, República Checa, Bulgária, Romênia e Turquia. Em 22 de junho de 2010, todas as bandas tocaram no mesmo palco juntas pela primeira vez, na capital búlgara, a música "Am I Evil?", cover de Diamond Head. Esta é também a primeira vez que James Hetfield e Dave Mustaine tocaram juntos desde 1983, quando Mustaine foi expulso do Metallica. Esse show também foi mostrado em cinemas ao redor do mundo e gravado no DVD ao vivo The Big 4 Live from Sofia, Bulgaria.

## The Big Four Tour
Em setembro de 2009, foi relatado que o Lars Ulrich do Metallica estava tentando montar uma turnê de thrash metal com "Big Four" - Metallica, Megadeth, Slayer e Anthrax -. O "Big Four" subiu ao palco juntos para fazer sete shows na série de concertos Sonisphere Festival. O primeiro show juntos teve lugar em Varsóvia, na Polônia em 16 de junho de 2010 e o último teve lugar em Istambul, na Turquia em 27 de junho. Em 5 de maio de 2010 Metallica anunciou que o show em Sofia, Bulgária em 22 de junho de 2010 foi transmitido via satélite para mais de 450 salas de cinema nos EUA e mais de 350 cinemas em toda a Europa, Canadá e América Latina. O concerto deu origem ao álbum The Big Four - Live from Sofia - Bulgária. O show também desde o momento de todos os atuais membros do Big Four (com excepção dos Tom Araya, Kerry King e Jeff Hanneman) dividindo o palco para executar a canção "Am I Evil?" de Diamond Head.